# Латышская гимназия в Мюнстере

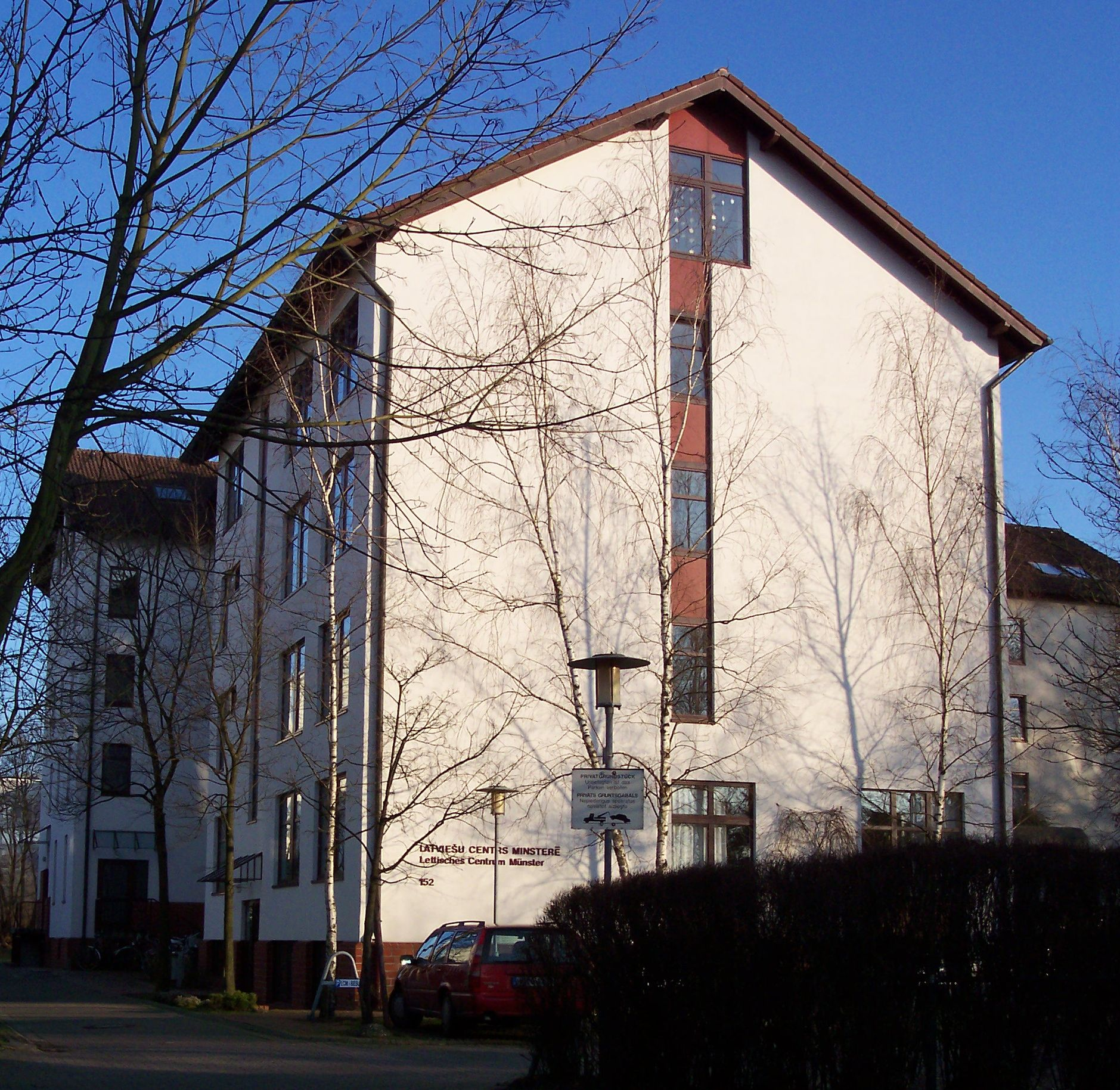
Здание гимназии, ныне Латышский центр в Мюнстере

Латышская гимназия в Мюнстере (Minsteres latviešu ģimnāzija, также MLĢ) была школой латышской общины в Германии и единственным аккредитованным латышским образовательным учреждением за пределами Латвии. Гимназия была основана в 1946 году и закрыта в 1998 году. Хотя MLĢ прекратила свое существование в 1998 году, на его базе до сих пор активно работает Латвийский центр в Мюнстере.

## История и выпускники
Школа начала работать 14 февраля 1946 года в Детмольде (в 80 км от Мюнстера), а в ноябре переехала в Аугустдорф, где располагались большие лагеря для беженцев. Тогда гимназия была одной из 57 латышских школ для беженцев в Германии, где после войны оказалось 120 тысяч латышей. Начиная с 1948 года они стали выезжать из Германии дальше. Уезжали учителя и ученики, поэтому созданные школы закрывались. Аугустдорфская гимназия с интернатом, которая с 1 апреля 1957 года переехала в Мюнстер, земля Северный Рейн-Вестфалия.
Гимназия была необходима для живших в Европе детей латышских беженцев. Она стала единственной школой, дававшей полный курс среднего образования для дальнейшей учёбы в вузах свободного мира. В ней преподавалась гимназическая программа ФРГ на латышском языке.
Гимназия выпустила несколько сотен учеников, в их числе Брунис Рубесс, Эгилс Левитс, Карлис Кангерис, Кришьянис Кариньш, Аустрис Грасис и ученый в области ИТ Карлис Каугарс, художник Илзе Меннекинга-Сойкане, телепродюсер Артурс Русис и другие.
Школа существовала за счёт средств федеральной земли Северный Рейн-Вестфалия. В ней обучалось 60 детей, которые могли жить в интернате, даже если их родители жили в Мюнстере. Плата за интернат составляла 1200 немецких марок (400 латов) в месяц, и поскольку молодежь из Латвии не могла платить такую сумму, компенсацию расходов брало на себя Министерство образования Германии. Оно же платило зарплату учителям и выделяло деньги на хозяйственные расходы. Однако после восстановления государственной независимости Латвии это финансирование прекратилось.
Шефство над школой поддерживала организация «Ястребы Даугавы».
Директорами школы были Эдуард Силкалнс, Илга Грава и другие. В помещениях гимназии сохранились мемориальные комнаты Яниса Яунсудрабиньша и Зенты Маурини, а также мемориальные уголки Константина Раудиве и Петериса Эрманиса.
В 1999 году в Художественном театре прошла выставка документов и фотографий, посвящённая Латышской гимназии в Мюнстере.
В том же году в Германии вышла книга Ояра Розитиса «Латышская гимназия в Мюнстере». Ее выпустила Латышская община в Германии.
В 2009 году вышла книга воспоминаний и документов о гимназии, которую подготовил один из её бывших педагогов Альберт Спогис.